# Nébuleuse (voilier)
Pour les articles homonymes, voir Nébuleuse (homonymie).
La Nébuleuse est un ancien dundee thonier construit au chantier naval Le Hir & Péron de Camaret.
Il sert désormais de voilier de croisière au service des entreprises et des particuliers au départ des ports de Lézardrieux et Paimpol avec l’Enez Koalen.
Son immatriculation est CM 231613 (quartier maritime de Camaret). Son ancienne était CM 2924 toujours présente sur la coque et la grand-voile.

## Histoire
Ce voilier de pêche (dundee thonier) a été conçu pour la pêche au large du thon blanc, le germon, et avait un moteur auxiliaire. Le gréement de dundee était composé de voiles auriques. Il était armé par le patron Pierre Marchadour et consorts et pêcha jusqu'en 1987 dans le golfe de Gascogne.
Après son désarmement, il fut racheté en 1991 puis restauré par le chantier naval Voiles & Traditions (1994-1999) pour le transformer en voilier de croisière. Il est gréé en cotre à tapecul (dundee thonier).